# Donald Martel
Pour les articles homonymes, voir Martel.
Donald Martel, né le 7 août 1964 à Grand-Mère, est un administrateur et  homme politique québécois.
Il est député caquiste à l'Assemblée nationale du Québec. Il représente la circonscription de Nicolet-Bécancour depuis l'élection générale québécoise de 2012.

## Biographie
Donald Martel est né à Grand-Mère le 7 août 1964. Il obtient un baccalauréat en administration des affaires à l'Université du Québec à Trois-Rivières en 1991. Il est le directeur général et secrétaire trésorier de la MRC de Nicolet-Yamaska de 1994 à 2012, le responsable administratif du Centre local de développement (CLD) de la MRC de Nicolet-Yamaska de 1998 à 2012 et président de l’Association des directeurs généraux des MRC de 1999 à 2003. Depuis 2004, il est membre du comité de prévention de la Mutuelle des municipalités du Québec  Puis, en 2007, il co-fonde le Régime de retraite des employés municipaux du Québec et il siège à son conseil d'administration depuis sa fondation. Aujourd'hui, le RREMQ compte déjà près de 215 organismes municipaux et 1 840 participants.
Parallèlement à sa carrière, Donald maintient une passion pour le baseball. Il termine sa carrière en tant que joueur chez les Cascades de Shawinigan dans la Ligue de baseball majeur du Québec. Pendant les années 1990 et 2000, il est entraîneur avec différentes équipes. Puis, en 2004, il devient directeur de l’École de baseball Donald Martel.

### Vie politique
Il est candidat du Parti québécois dans la circonscription de Nicolet-Yamaska à l'élection générale québécoise de 2007 avant de se présenter sous la bannière de la Coalition avenir Québec à l'élection générale québécoise de 2012 dans la nouvelle circonscription de Nicolet-Bécancour. En 2012, il profite largement de la division du vote entre Jean-Martin Aussant et le candidat du Parti québécois. Il obtient 9 745 voix (32,01 %), une majorité de 1 876 votes sur Aussant (25,85 %), alors que le candidat du Parti québécois, lui, obtient 5 644 voix soit 18,54 % des votes exprimés.
Lors des élections générales québécoises de 2014, l'absence du nom d'Aussant sur les bulletins de vote aurait pu changer la donne mais Donald Martel réussit à augmenter sa majorité à 3 130 votes (38,64 %), cette fois-ci sur le candidat du Parti libéral du Québec (27,81 %). Tout cela alors que les votes exprimés en faveur du Parti québécois n'ont que légèrement augmenté à 22,26 %. À première vue, il semble que les votes exprimés envers Option nationale ait été redistribués entre les quatre principaux partis politiques majeurs.

## Fonctions parlementaires
Donald Martel est notamment le porte-parole de la CAQ en matière de développement économique régional, de tourisme et de stratégie maritime. Il est également responsable des régions du Bas-Saint-Laurent, de Gaspésie–Îles-de-la-Madeleine et de la Mauricie. Il est aussi nommé, par son chef, François Legault, whip du deuxième groupe d'opposition à l'Assemblée nationale en 2014. Le 25 septembre 2014, il présente le projet de loi n° 195, Loi modifiant la Loi sur les compétences municipales afin de permettre aux municipalités régionales de comté d'exécuter certains travaux sans délai, qui vise à soustraire toute MRC à l'obligation d'obtenir des autorisations gouvernementales, notamment en matière d'environnement, qui ont pour effet de retarder des travaux requis pour rétablir l'écoulement d'un cours d'eau de la présence d'une obstruction qui menace la sécurité des personnes ou des biens.
Lors de l'élection partielle dans la circonscription électorale de Richelieu, provoquée par la démission de la député du Parti québécois Élaine Zakaïb, il sert de parrain à la campagne électorale de Jean-Bernard Émond. Bien que cette campagne fut un échec pour la Coalition, le fait que la majorité du Parti québécois ait fondu de plus de 3 000 à 710 votes ont provoqué des commentaires des médias, disant que le PQ en sortait « fortement ébranlé ».
Il est un des premiers à critiquer la méthode de vente des équipements d'Hydro-Québec de l'ancienne centrale nucléaire de Gentilly 2, craignant que la société d'État ne vende le tout pour une fraction du prix à des ferrailleurs. Ultérieurement, il a été révélé dans un rapport de la vérificatrice générale Guylaine Leclerc que des équipements ayant coûté 79 millions de dollars ont été vendus pour 75 000 $. À ce moment, la vérificatrice générale a blâmé Hydro-Québec d'avoir procéder à un appel d'offres restreint. Lors de la session parlementaire du printemps 2015, à l'occasion de réformes apportées à l'aide sociale, il note le manque de mesures favorisant le retour sur le marché du travail des bénéficiaires qui y sont aptes et, quelques mois plus tard, il note que les fraudes et les fausses déclarations à l’aide sociale ont nettement augmenté depuis 2012, représentant maintenant 589 millions de dollars.

## Résultats électoraux
|                                                                                               | Nom                     | Parti            | Nombre de voix | %      | Maj.  |
| --------------------------------------------------------------------------------------------- | ----------------------- | ---------------- | -------------- | ------ | ----- |
|                                                                                               | Donald Martel (sortant) | Coalition avenir | 13 956         | 47,1 % | 7 361 |
|                                                                                               | Mario Lyonnais          | Conservateur     | 6 595          | 22,2 % | -     |
|                                                                                               | Philippe Dumas          | Parti québécois  | 5 095          | 17,2 % | -     |
|                                                                                               | Jacques Thériault Watso | Québec solidaire | 2 610          | 8,8 %  | -     |
|                                                                                               | Marie-Josée Jacques     | Libéral          | 1 406          | 4,7 %  | -     |
| Total                                                                                         | Total                   | Total            | 29 662         | 100 %  |       |
| Le taux de participation lors de l'élection était de 72,5 % et 488 bulletins ont été rejetés. |                         |                  |                |        |       |

|                                                                                               | Nom                     | Parti            | Nombre de voix | %      | Maj.   |
| --------------------------------------------------------------------------------------------- | ----------------------- | ---------------- | -------------- | ------ | ------ |
|                                                                                               | Donald Martel (sortant) | Coalition avenir | 15 562         | 55,3 % | 11 139 |
|                                                                                               | Lucie Allard            | Parti québécois  | 4 423          | 15,7 % | -      |
|                                                                                               | Marie-Claude Durand     | Libéral          | 3 539          | 12,6 % | -      |
|                                                                                               | François Poisson        | Québec solidaire | 3 474          | 12,3 % | -      |
|                                                                                               | Jessie Mc Nicoll        | Conservateur     | 576            | 2 %    | -      |
|                                                                                               | Vincent Marcotte        | Vert             | 403            | 1,4 %  | -      |
|                                                                                               | Blak D. Blackburn       | Bloc pot         | 170            | 0,6 %  | -      |
| Total                                                                                         | Total                   | Total            | 28 147         | 100 %  |        |
| Le taux de participation lors de l'élection était de 71,8 % et 556 bulletins ont été rejetés. |                         |                  |                |        |        |

|                                                                                               | Nom                     | Parti            | Nombre de voix | %      | Maj.  |
| --------------------------------------------------------------------------------------------- | ----------------------- | ---------------- | -------------- | ------ | ----- |
|                                                                                               | Donald Martel (sortant) | Coalition avenir | 11 168         | 38,6 % | 3 130 |
|                                                                                               | Denis Vallée            | Libéral          | 8 038          | 27,8 % | -     |
|                                                                                               | Jean-René Dubois        | Parti québécois  | 6 433          | 22,3 % | -     |
|                                                                                               | Marc Dion               | Québec solidaire | 2 290          | 7,9 %  | -     |
|                                                                                               | Marjolaine Lachapelle   | Option nationale | 638            | 2,2 %  | -     |
|                                                                                               | Guillaume Laquerre      | Conservateur     | 333            | 1,2 %  | -     |
| Total                                                                                         | Total                   | Total            | 28 900         | 100 %  |       |
| Le taux de participation lors de l'élection était de 74,2 % et 510 bulletins ont été rejetés. |                         |                  |                |        |       |

|                                                                                               | Nom                           | Parti            | Nombre de voix | %      | Maj.  |
| --------------------------------------------------------------------------------------------- | ----------------------------- | ---------------- | -------------- | ------ | ----- |
|                                                                                               | Donald Martel                 | Coalition avenir | 9 745          | 32 %   | 1 876 |
|                                                                                               | Jean-Martin Aussant (sortant) | Option nationale | 7 869          | 25,8 % | -     |
|                                                                                               | Marc Descôteaux               | Libéral          | 6 840          | 22,5 % | -     |
|                                                                                               | Gilles Mayrand                | Parti québécois  | 5 644          | 18,5 % | -     |
|                                                                                               | Mathieu Benoit                | Conservateur     | 348            | 1,1 %  | -     |
| Total                                                                                         | Total                         | Total            | 30 446         | 100 %  |       |
| Le taux de participation lors de l'élection était de 78,6 % et 450 bulletins ont été rejetés. |                               |                  |                |        |       |

|                                                                                               | Nom             | Parti               | Nombre de voix | %      | Maj.  |
| --------------------------------------------------------------------------------------------- | --------------- | ------------------- | -------------- | ------ | ----- |
|                                                                                               | Éric Dorion     | Action démocratique | 10 839         | 41,2 % | 3 384 |
|                                                                                               | Donald Martel   | Parti québécois     | 7 455          | 28,3 % | -     |
|                                                                                               | Yves Baril      | Libéral             | 6 770          | 25,7 % | -     |
|                                                                                               | Jean Proulx     | Québec solidaire    | 1 121          | 4,3 %  | -     |
|                                                                                               | Simonne Lizotte | Indépendant         | 138            | 0,5 %  | -     |
| Total                                                                                         | Total           | Total               | 26 323         | 100 %  |       |
| Le taux de participation lors de l'élection était de 77,7 % et 339 bulletins ont été rejetés. |                 |                     |                |        |       |